# Black and White
Black and White (v anglickém originále Black or White) je americký dramatický film z roku 2014, který napsal a režíroval Mike Binder. Ve filmu hrají Kevin Costner, Octavia Spencer, Jillian Estell, Bill Burr, Jennifer Ehle, André Holland, Gillian Jacobs a Anthony Mackie. Film měl premiéru na Mezinárodním filmovém festivalu v Torontu v roce 2014 a do amerických kin byl uveden 30. ledna 2015. 

## Děj
Elliot Anderson ovdoví poté, co při autonehodě zemře jeho žena. Na pohřbu se Rowena, babička jeho vnučky Eloise z otcovy strany, nabídne, že se o Eloise postará, ale Elliot to rozzlobeně odmítne.
Elliot vychovává svou vnučku, zatímco se svým žalem bojuje tím, že se opíjí. Elliotův svět se obrátí vzhůru nohama, když Rowena požaduje, aby byla Eloise svěřena do péče jejího otce Reggieho, Rowenina syna, který je závislý na drogách a kterého Elliot viní z nedbalosti, jež vedla k těhotenství a smrti jeho vlastní dcery.
Elliot se brzy ocitne hluboko v bitvě o opatrovnictví a nezastaví se před ničím, aby se jeho vnučka nedostala pod dohled svého bezohledného otce. 